# Batalla de Fidonisi

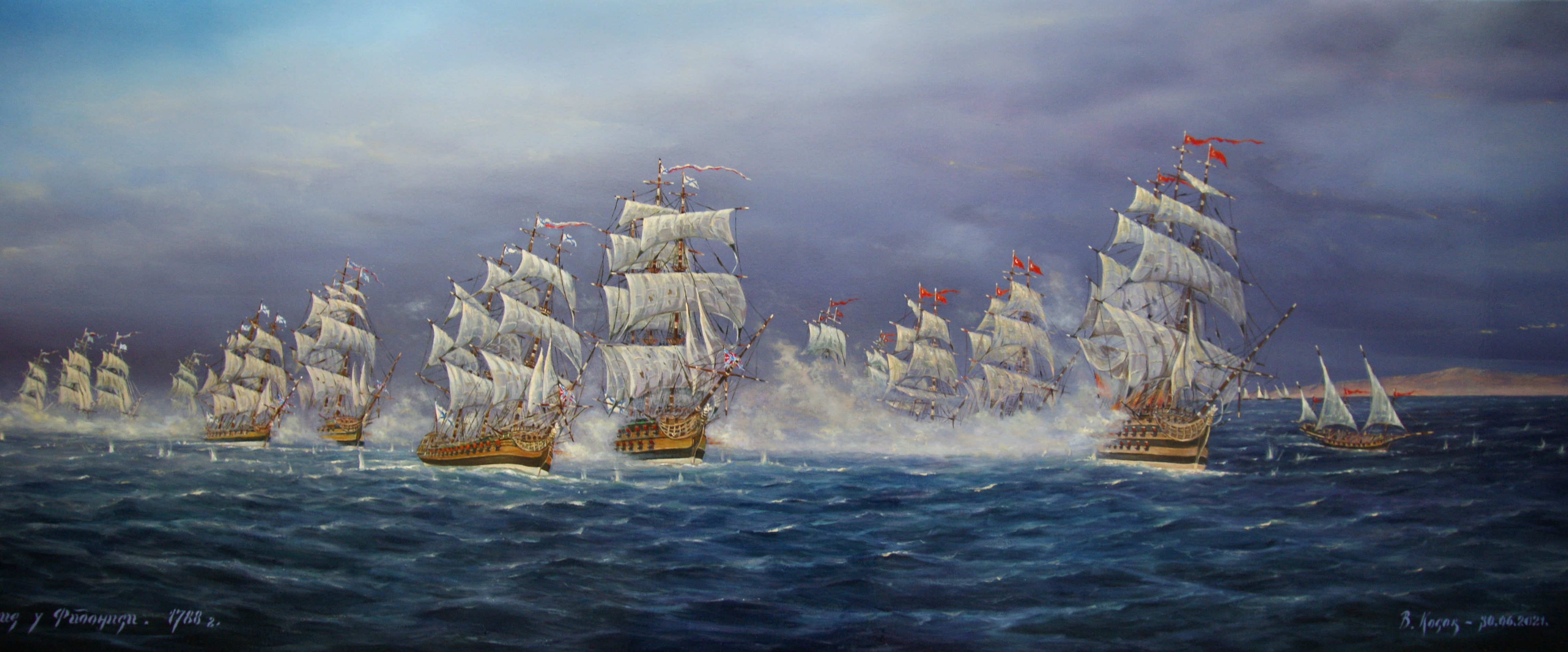
Batalla de Fidonisi. Óleo en tela. Vladimir Kosov, 2021

La batalla naval de Fidonisi tuvo lugar el 14 de julio de 1788 (OS) entre las flotas del Imperio ruso y el imperio otomano durante la guerra ruso-turca de 1787–1792 en el área de Isla de las Serpientes, la cual a la sazón los europeos llamaban Fidonisi (Φιδονήσι), por su nombre griego. Fue una victoria rusa que allanó la toma de Ochákov, y la cual se acredita a la agresiva acción del capitán-brigadier Fiódor Ushakov, quien a la postre fue ascendido a contraalmirante.

## Acontecimientos
El 10 de julio, la flota turca bajo Kapudan Pasha (Gran Almirante) Hasan Pasha fue avistada al NO por la flota rusa, el cual había partido de Sebastopol bajo el mando del Contralmirante Voynovitch el 29 de junio y había alcanzado Tendra el 10 de julio. Después de que tres días de maniobras con poco viente a la vista de la una de la otra, las flotas se encontraron cerca de la isla de Fidonisi, aproximadamente 100 millas al sur de Kinburn.
Voynovitch formó una línea al NE con viento a babor y luego SE conforme el viento giraba. Los turcos atacaron de barlovento justo después de las tres de la tarde. Los barcos rusos principales, las fragatas Berislav y Stryela, forzaron a las naves turcas delanteras fuera de línea, pero corrían el peligro de ser aisladas hasta que el segundo-en-comando Ushakov a bordo del Sv. Pavel cerró el vacío.
Hasan Pasha entonces atacó los barcos rusos de la delantera, mientras sus subordinados atacaban a Voynovitch; pero, averiado su barco, Hasan mismo tuvo que dejar la línea y justo antes de las cinco los turcos se retiraron, habiendo perdido un jabeque, hundido.
Entre 15 y 17 julio, las flotas rusas y turcas maniobraron al oeste de Crimea; el 18 de julio, los otomanos habían desaparecido, sin hacer ningún ataque.

## Los barcos

### Rusia (Conde Voynovitch)
Preobrazhenie Gospodne 66

Sv. Pavel 66

Sv. Andrei 50

Sv. Georgii 50

Legkii 44

Perun 44

Pobyeda 44

Stryela 44

Berislav 40

Fanagoria 40

Kinburn 40

Taganrog 34

24 pequeñas embarcaciones

### Turquía (Hassan el Ghazi)
5 buques de línea de 80 cañones

12 otros buques de línea de diverso artillaje

8 fragatas

21 jabeques – 1 hundido

3 buques bombarda

Otras naves menores

## En cultura popular
La batalla aparece en la película "Almirante Ushakov" de Mijaíl Romm.

## Otras batallas
- Ataque a la Isla de las Serpientes, un ataque en la isla en 2022